# Mike Joyce
Michael Adrian Paul Joyce (Manchester, 1 de junho de 1963), mais conhecido pelo nome artístico de Mike Joyce, é um músico britânico. Ele alcançou fama internacional como baterista da banda de rock alternativo The Smiths. Filho de imigrantes irlandeses (Assim como Morrissey e Marr) desde muito cedo Joyce mostrou aptidão pela música, mas antes de ser convidado por Johnny Marr para assumir a bateria dos Smiths, na sua infância chegou a tocar flauta.

## Vida e carreira
Joyce nasceu em Manchester de pais católicos e irlandeses, e participou da St Gregory's Grammar School. Enquanto The Smiths fornecida Joyce com seu primeiro gosto do sucesso, ele já havia tocado em uma banda de Manchester chamada The Hoax e um grupo de pop punk irlandês chamado The Victim. Joyce foi um membro do The Smiths ao longo da existência da banda entre (1982-1987). Imediatamente após os encerramentos de atividades da banda, Joyce e o baixista dos Smiths Andy Rourke tocaram com Sinéad O'Connor.
Eles, junto com Craig Gannon, também forneceram a seção rítmica de dois singles do vocalista dos Smiths, Morrissey, "Interesting Drug" e "The Last of the Famous International Playboys" e seus b-sides. Trabalhou com Suede, Buzzcocks, Public Image Limited, Julian Cope, P.P. Arnold e Pete Wylie seguido por toda a década de 1990. Joyce, Rourke, e Gannon reuniram-se para trabalhar em um projeto com o colega de Manchester e músico Aziz Ibrahim (ex-The Stone Roses e Simply Red), ex-guitarrista do Oasis Bonehead (como Moondog One) e Vinny Peculiar.

## Vida pessoal
Joyce casou-se com Christina Riley em 1994. O casal tem três filhos.[carece de fontes?]
Joyce é vegetariano.
Joyce é fã do Manchester City e  às vezes é entrevistado no City Square antes de importantes partidas em casa.

## 2007 em diante
Em julho de 2007, Joyce, juntamente com o ex-companheiro de banda Andy Rourke, lançaram Inside The Smiths, um DVD que narra as experiências de estar na banda. Em outubro de 2007, Joyce percorreu o Reino Unido tocando bateria para Vinny Peculiar com Bonehead no baixo, e em 2008 passou uma noite bem sucedida em The Brickhouse em Manchester chamado de "Terapia Alternativa". Em paralelo com a sua carreira musical, ele trabalha como DJ e apresentador, incluindo aparições ocasionais na BBC 6 Music. Joyce já recebeu shows da East Village Radio, uma estação de Internet.

## Ações judiciais
Em 1996, Joyce processou os ex-colegas dos Smiths Johnny Marr e Morrissey a partilha equitativa dos royalties de desempenho e de gravação. Joyce ganhou o caso e foi premiado com danos de cerca de 1 milhão de libras de Morrissey e Marr.
De acordo com Morrissey, que apelou sem êxito de reivindicações de Joyce, Joyce processou primeiramente Morrissey e Marr em 1989 por 25% dos direitos de gravação dos The Smiths. Em 1996, Joyce ganhou o caso "com base na Parceria Act 1890". No ano seguinte (1997), de acordo com Morrissey, "Joyce foi pago 215 mil libras de mim, e 215 mil libras de Johnny Marr. Em 2001, como um pagamento final de royalties, Johnny Marr pagou Joyce 260 mil libras, além de "custos" neste momento eu [Morrissey] estava nos EUA e não fui servido com processos judiciais, de modo que Joyce obteve uma decisão à revelia.  Ele então apresentou uma reivindicação de mim por 688 mil libras - bem acima e além da montante Johnny Marr foi condenada a pagar na minha ausência, o valor não foi contestado... Desde 2001, e por causa da decisão à revelia contra mim, Joyce tomou as ordens de terceiros contra as seguintes sociedades:.. minha conta bancária pessoal Inglaterra, royalties dos Smiths da Warner Music, meus royalties PRS pessoais, meus royalties PPL pessoais, e ele tentou aproveitar as taxas dos concertos no Reino Unido de local para local. Esse dinheiro, até à data, ascende a 700 mil libras. Este valor é, para além das figuras mencionadas acima." Morrissey passou a alegação de que a ação de Joyce é contínua por causa de sua decisão à revelia, "ele continua a ter meus direitos, e os royalties de outros mencionados acima, da Warner Music, consequentemente, não recebi royalties recorde desde 2001"

## Discografia

### Álbuns de estúdio
- The Smiths (1984)
- Meat Is Murder (1985)
- The Queen Is Dead (1986)
- Strangeways, Here We Come (1987)

### Ao vivo
- Rank (1988)

### Coletâneas
- Hatful of Hollow (1984)
- The World Won't Listen (1987)
- Louder Than Bombs (1987)
- Best...I (1992)
- ...Best II (1992)
- Singles (1995)
- The Very Best of The Smiths (2001)
- The Sound of The Smiths (2008)

### Morrissey
- Bona Drag (1990)